# Michael Herr (Maler)

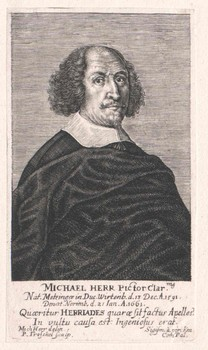
Michael Herr

Michael Herr, auch Heer oder Heere (* 13. Dezember 1591 in Menzingen; † 21. Januar 1661 in Nürnberg) war ein deutscher Maler und Kupferstecher.

## Leben

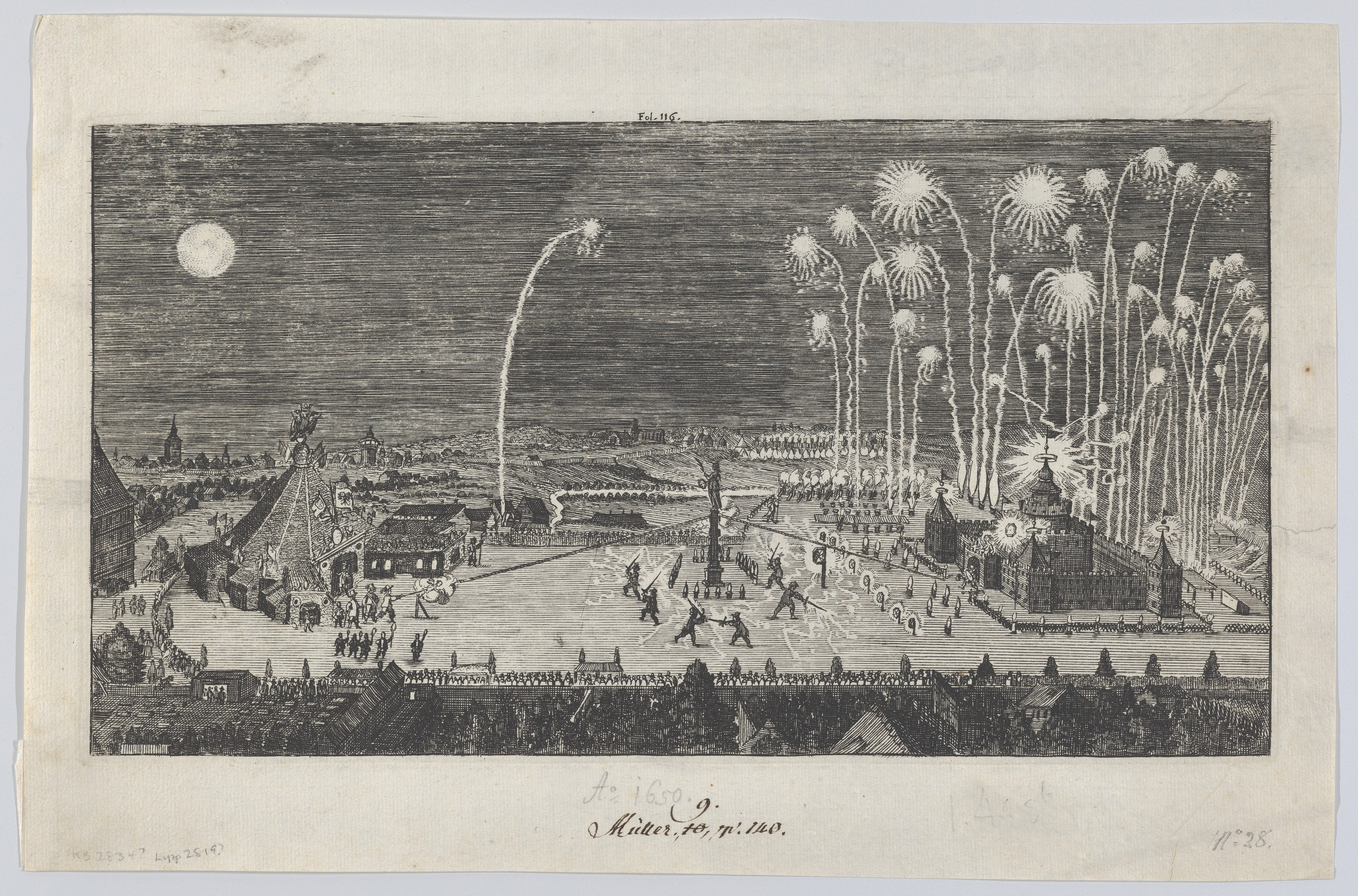
Feuerwerk (Peter Paul Troschel)

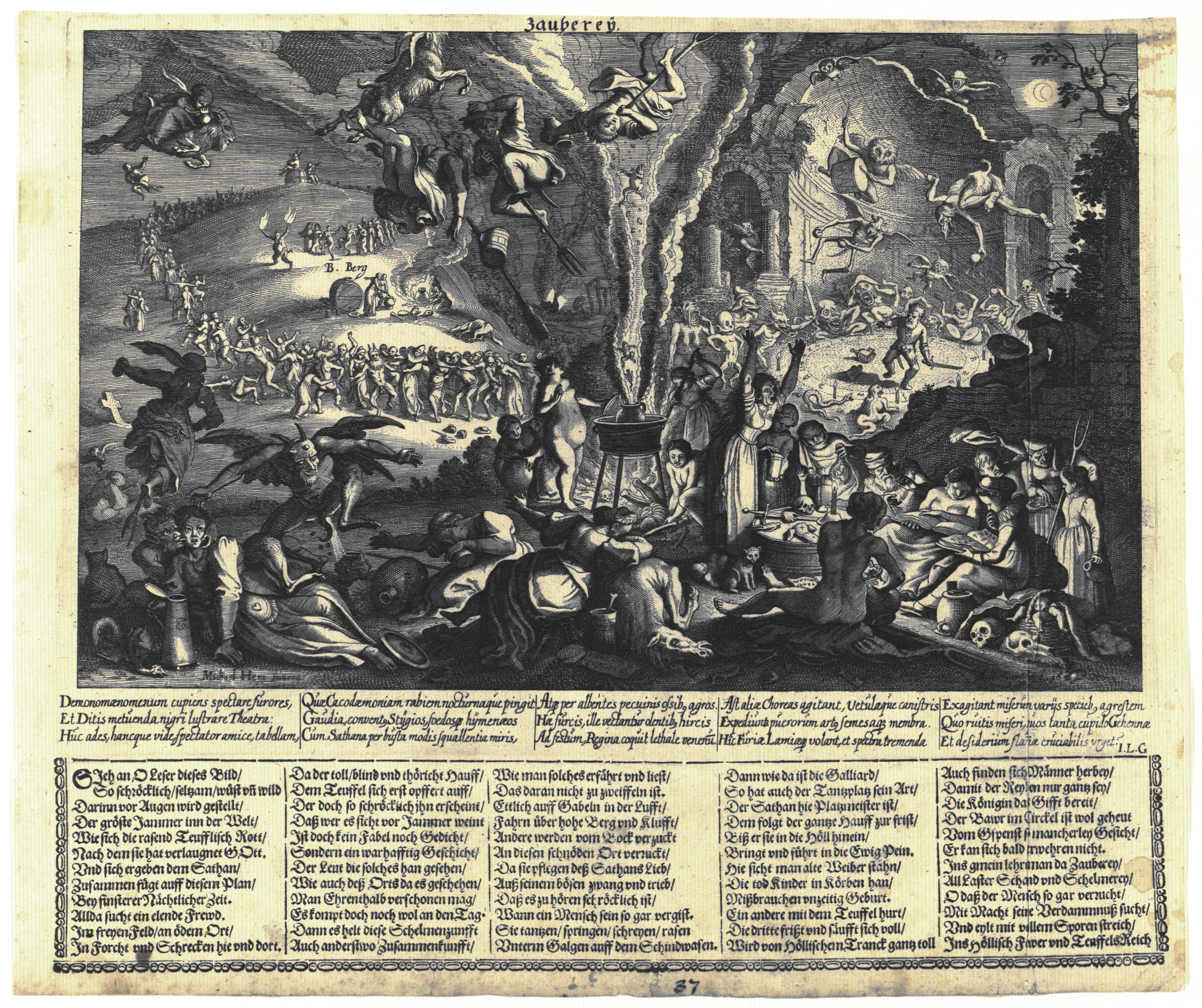
Zaubereÿ. Radierung von Matthäus Merian nach Michael Herr, Nürnberg 1626

Herr begab sich in jungen Jahren in Nürnberg, um dort das Zeichnen und Malen zu erlernen. Er ging dann nach Italien, wo er seine Ausbildung in Rom und Venedig fortsetzte. 1620 kehrte er nach Nürnberg zurück und lieferte 1622 als Probestück das allegorische Bild die sieben freien Künste mit Mars und Justitia. Als Künstler ist er in der Stadtgeschichte Nürnbergs gut dokumentiert: 1625 entstand ein Gemälde für die im Zweiten Weltkrieg zerstörte Spitalkirche zum Heiligen Geist als Teil einer Serie von mehreren Bildern für das Spital. Auch seine Bilder für die Nürnberger Burg haben sich nicht erhalten; sie leben allerdings in Stichen fort, die andere Künstler nach seiner Vorlage stachen: so z. B. die Belagerung Nürnbergs im Dreißigjährigen Krieg oder das große Feuerwerk von 1650 für den Herzog von Amalfi Ottavio Piccolomini zur Feier der Beendigung des Krieges im Nürnberger Exekutionstag. Für das Epitaph des in Mindorf (heute Ortsteil von Hilpoltstein) nahe Nürnberg durch Räuber ermordeten Lübecker Kaufmannssohns Johann Schlüter auf dem Johannisfriedhof (Nürnberg) schuf er 1646 ein bereits bei Joachim von Sandrart erwähntes Gemälde auf Kupfer, welches auf dem heute noch vorhandenen Grabmal bis 1831 nachweisbar ist. Der Maler Peter Anton Cordüer († 1644 in Venedig) war von 1632 bis 1635 sein Schüler.

## Werke
Einige Werke von Herr kamen ins Germanischen Nationalmuseum, ins Kupferstichkabinett Berlin und ins Herzog Anton Ulrich-Museum. Sie finden sich international beispielsweise auch im Metropolitan Museum of Art.
Er wird mit dem Kupferstecher Peter Isselburg als Beteiligter (Vorzeichner, Formenschneider) an der 1625 bis 1630 erschienenen christlichen Lehrbuchreihe Dyodekas emblematum sacrorum … von Johannes Saubert benannt.